# Selenge Erdene-Ochir
Selenge Erdene-Ochir   (Erdenet, 30 de desembre de 1987) és un model de moda mongola i exguanyadora de Miss Mongolia per a Miss Món el 2006. Va ser la primera mongola a competir i treballar per al canal de moda FTV. Va guanyar el premi First Runner Up i Ambaixadora de Mongòlia al concurs de models Miss Fashion TV.

## Joventut
Nomenada com el riu Selengà, va néixer el 30 de desembre de 1987 a Erdenet, Mongòlia. És la filla menor d'Erdene-Ochir (pare) i Khadbaatar (mare). La seva germana Baigal (de nom del llac Baikal), va néixer a Irkutsk. La família de Selenge es va mudar a Ulan Bator quan tenia 7 anys, on vivia a la zona de Zhukovsky. El 2005, es va graduar a l'escola secundària russa Iskra. Es va graduar a la universitat de l'escola de tecnologia Tsakhim en enginyeria de programes el 2010. Es va traslladar a Los Angeles (Estats Units d'Amèrica) amb la seva parella el 2011, i va estudiar medecina forense. El 2013 va estudiar disseny de moda a la universitat local Urlakh Erdem, a Ulan Bator.
La seva carrera de model va començar als 9 anys quan es va incorporar a un curs local de modelisme, animada per la seva germana gran Baigal. Va participar al seu primer concurs de model als 12 anys, on va ser nominada com a «potencial» al concurs local de models anomenat «Unsgeljin» (Ventafocs) (2002).

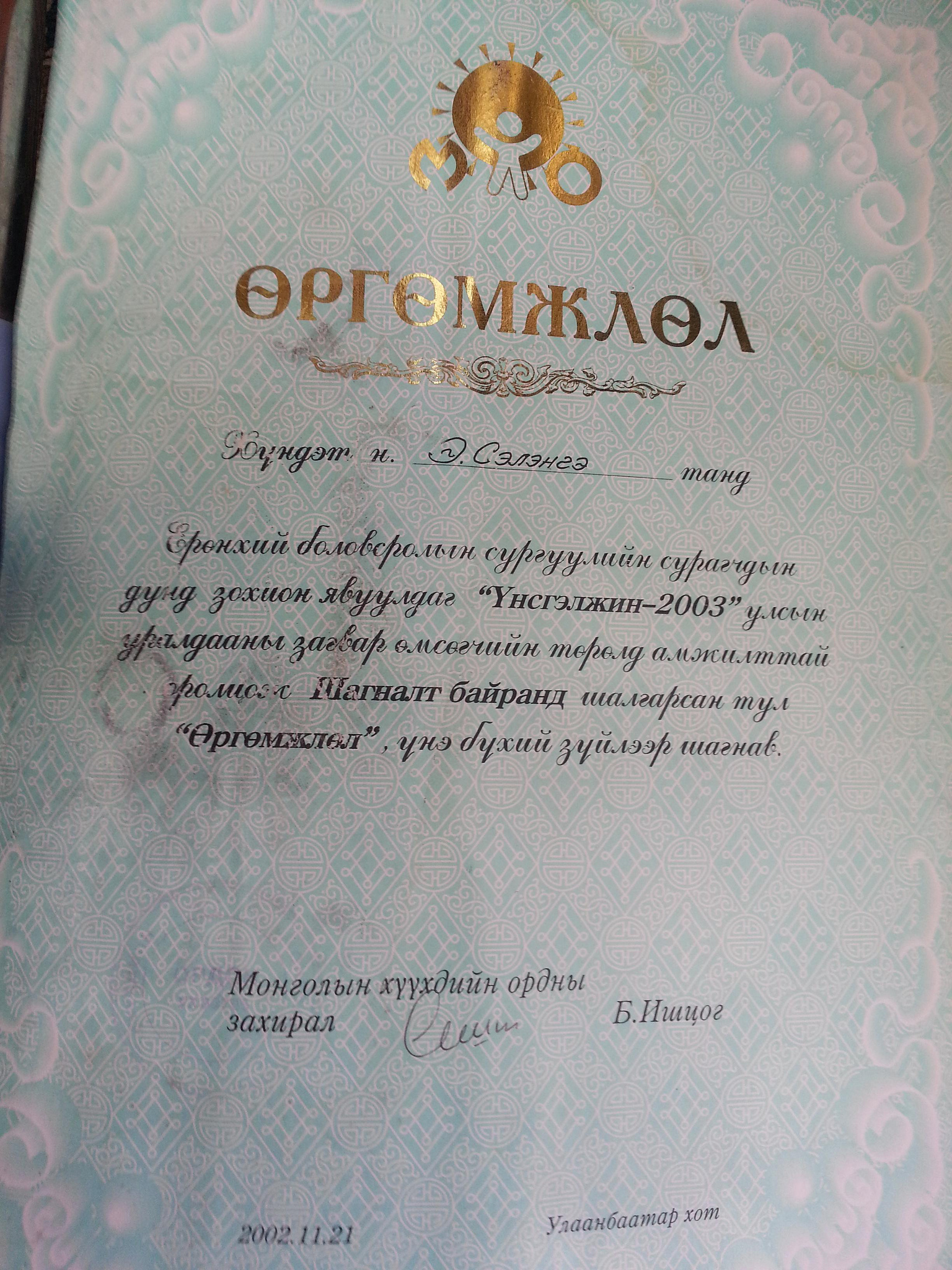
«Unsgeljin» (Ventafocs) (2002)

## Carrera professional
Selenge Erdene-Ochir va guanyar molts concursos de bellesa i es va convertir en Miss Mongolia per a Miss Món el 2006 celebrat a Ulan Bator (Mongòlia). Va ocupar la 4a posició a Miss Talent 2006 realitzat a Breslau (Polònia). Va arribar a la 4a posició a la Miss Sports Nominee.
Selenge treballa com a presentadora de moda. Va guanyar la First Runner com a ambaixadora de Mongòlia a la semifinal a Ciutat Ho Chi Minh (Vietnam). També va aparèixer a la Gran Final de Bangkok (Tailàndia).
Va ser la primera model a representar el seu país al concurs de models Miss Fashion TV. Va treballar per a l'empresa com a model i es va convertir en coordinadora de projectes. També va competir al Miss Bikini International, concurs de models celebrat a Xangai (Xina). Va ser nominada al premi Miss Aura el 2007.
Va aparèixer a les portades de revistes de Gyalbaa, Uptown, TV-INFO, Reader's Digest, Yalguun i Umbrella a Mongòlia. Va interpretar un petit paper en una pel·lícula còmica anomenada Pomogite Nam-2.
Va treballar a l'estranger a Fashion TV, fent de model per a Diva Models (Singapur), Elite Models (Milà), IMG Models (Nova York), i Red Models (Bangkok).